# Alfred Jepsen
Alfred Thomas Christian Jepsen (* 28. März 1900 in Hamburg; † 11. Dezember 1979 in Greifswald) war ein deutscher lutherischer Theologe und Religionshistoriker.

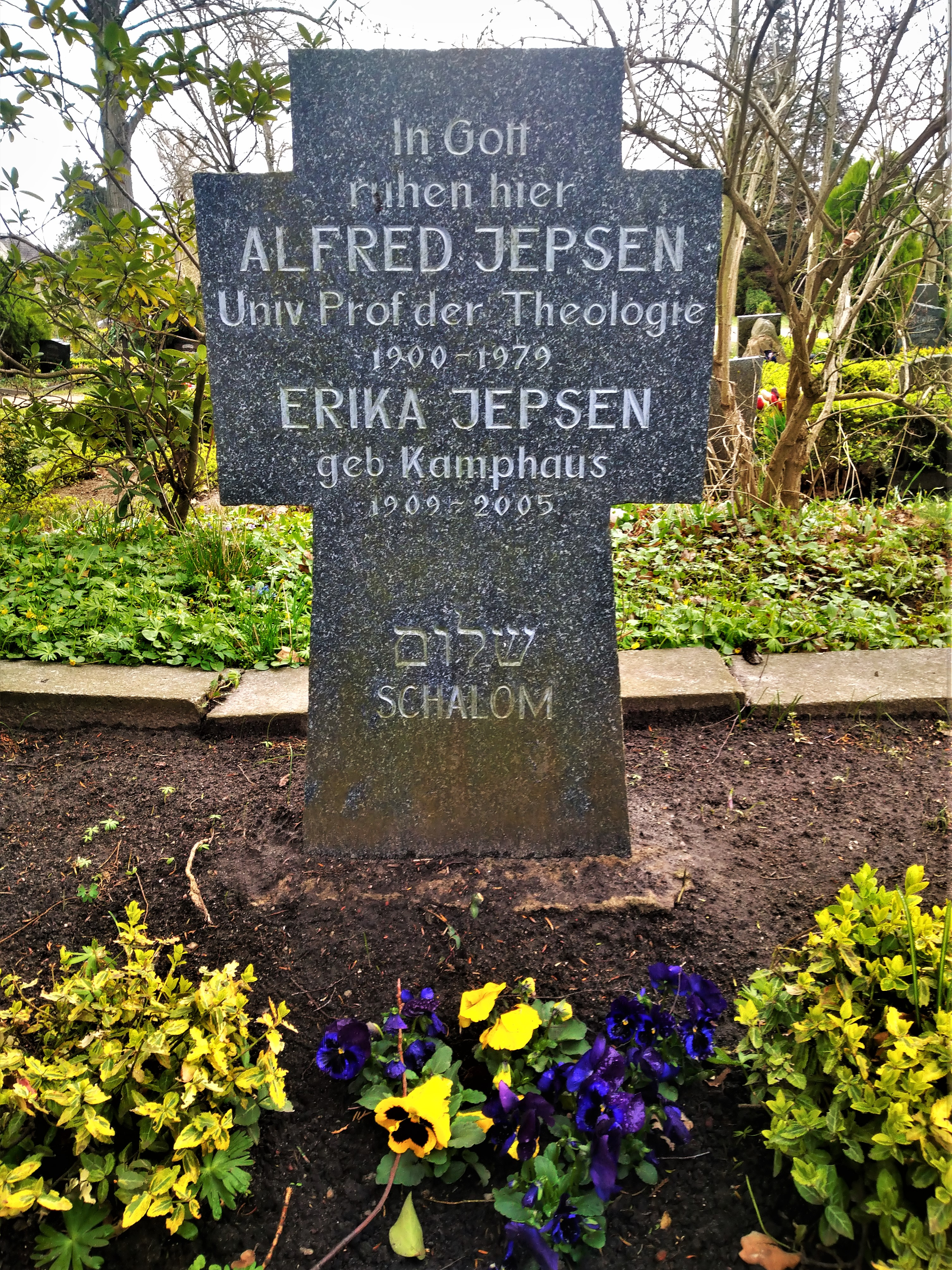
Grabstätte von Professor Alfred Jepsen und seiner Frau, Greifswald

## Leben
Alfred Jepsen studierte Theologie, Altorientalistik und Religionswissenschaften an den Universitäten Kiel, Leipzig und Rostock. An letzterer wurde er 1923 zum Dr. phil. und 1925 zum Lizenziat der Theologie promoviert. An der Universität Rostock habilitierte er sich 1925 und war anschließend als Privatdozent tätig. In dieser Zeit engagierte er sich politisch beim Christlichen Volksdienst. 1931 erhielt er in Rostock eine außerordentliche Professur. 1934 gehörte er zu den Unterzeichnern von zwei an den Reichsbischof Ludwig Müller gerichteten Rücktrittsforderungen der Rostocker Theologischen Fakultät. Im gleichen Jahr erhielt er die Ehrenpromotion durch die Universität Rostock.
Nach dem Zweiten Weltkrieg war er von 1946 bis 1965 ordentlicher Professor an der Universität Greifswald. In den Jahren 1950/51 und 1961/62 war er Dekan der Theologischen Fakultät.

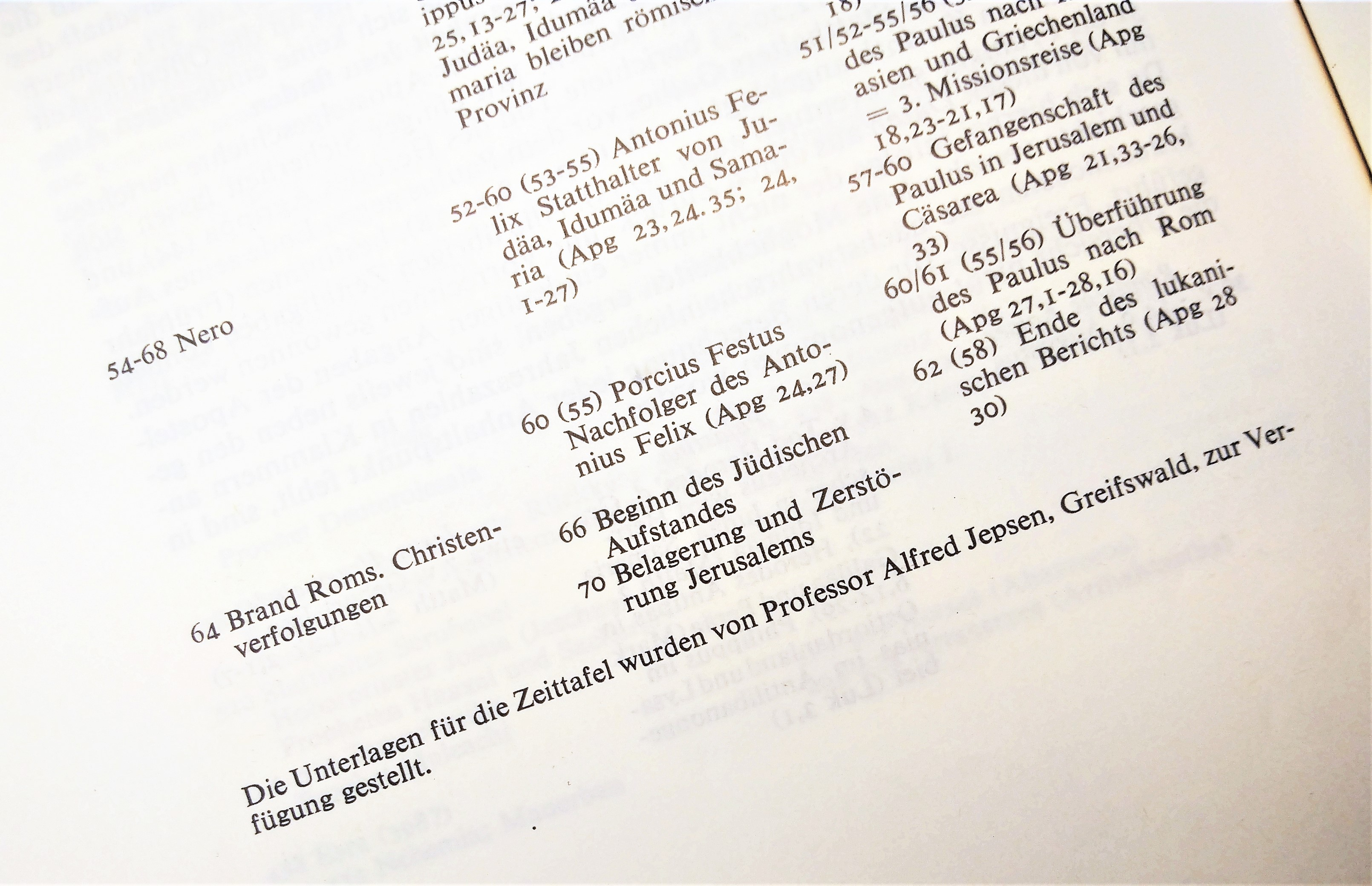
Zeittafel aus dem Anhang einer Lutherbibel